# سلسلة كتاب الرافد

سلسلة كتاب الرافذ هي سلسلة كتب ثقافية تصدر مع مجلة الرافد في الشارقة الإمارات، وهي سلسلة كتب فكرية كتنوعة اكتفالا بالشارقة عاصمة الثقافة الإسلامية علم 2014

## البداية
بحسب ملاحظة على غلاف أحد الاكتب العدد 69 في مايو 2014 فان إصدار الكتاب بدأ قبل أربعة سنوات أي عام 2010 , بحيث يتم إصدار كتاب مجانا كل شهر ثم في عام 2014 تم البدء باصدار كتابين مع المجلة بسبب الاقبال عليه من القراء أو المساهمين

## المحتويات
يتم التنويع وحسن اختيار الاصدارات المقترن بقواعد معايير فكرية وابداعية ناظمة لاسبابالرسالة الثقافية في مجلة الرافد،

## كتب 2010
- العدد 1 في مدار السنين على كنعان* العدد 2

## كتب 2014
- العدد 69 كل مت هنا لك
- العدد 70 نصف حياة
- العدد 71 لسيدة عراقية. تحسين عبد الجبار
- العدد 75 النسيان
- العدد 76 ابعد من القيامة
- العدد 77 بيت بجانب الطريق. د. ياسين أيوب في سبتمبر
- العدد 78 في الرمز والرمزية سبتمبر
- العدد 79 من وحي الجراح - شعر وليد قصاب أكتوبر
- العدد 80 هي... لا أحد مجموعه قصص - فتحية أحمد أكتوبر

## وصلات خارجية
- موقع مجلة الرافد